# Municipio de Young (condado de Jefferson)
El municipio de Young (en inglés: Young Township) es un municipio ubicado en el condado de Jefferson en el estado estadounidense de Pensilvania. En el año 2000 tenía una población de 1.800 habitantes y una densidad poblacional de 44.7 personas por km².

## Geografía
El municipio de Young se encuentra ubicado en las coordenadas 40°55′00″N 78°58′59″O / 40.91667, -78.98306.

## Demografía
Según la Oficina del Censo en 2000 los ingresos medios por hogar en la localidad eran de $36,713 y los ingresos medios por familia eran de $42,273. Los hombres tenían unos ingresos medios de $30,542 frente a los $21,528 para las mujeres. La renta per cápita de la localidad era de $19,661. Alrededor del 8,8% de la población estaba por debajo del umbral de pobreza.